# Ісмаїл Сідкі
Ісмаїл Сідкі (араб. إسماعيل صدقي; 15 червня 1875 — 9 липня 1950) — єгипетський політичний діяч, двічі прем'єр-міністр Єгипту.

## Життєпис
Закінчив французький Коледж де Фрере в Каїрі та школу права, після чого отримав пост прокурора. 1899 року став адміністративним секретарем олександрійської муніципальної комісії. 1914 отримав посаду міністра сільського господарства, а згодом — міністра вакф.
1915 року Сідкі вступив до лав націоналістичної партії Вафд, після чого 1919 був засланий на Мальту разом із засновником партії Саадом Сайфулою та іншими лоялістами. Під час Першої світової війни Сідкі залишив Вафд. Обіймав посади міністра фінансів у 1921 та 1922 роках, міністра внутрішніх справ у 1922 та з 1924 до 1925 року. Потім пішов з політики.
Повернувся до політичного життя Єгипту у 1930-их роках, отримавши пост глави уряду як кандидат від Народної партії. Був відомий як сильний лідер, боровся проти впливу своєї колишньої партії Вафд. Приєднався до все партійної делегації, що вела перемовини з підписання англо-єгипетського договору 1936 року, який фактично зробив Єгипет суверенною державою, але все ще під британським контролем.
1938 Сідкі знову залишив політику. Повернувся у лютому 1946 року, знову очоливши уряд. Намагався переглянути договір 1936 року. Коли йому не вдалось об'єднати Єгипет і Судан, пішов у відставку.